# Dee Pollock
Pour les articles homonymes, voir Pollock.
Finis Dee Pollock, né à Alhambra (Californie) le 24 septembre 1937, mort à Chico (Californie) le 27 décembre 2005, est un acteur américain de cinéma et de télévision.

## Biographie
Finis Dee Pollock naît à Alhambra (Californie), de Lucia Curtwright et Robert Pollock. Il fait ses études à la Mark Keppel High School (en).
Il commence sa carrière d'acteur en 1951, dans la série télévisée Les Aventures de Kit Carson. Il apparaît ensuite dans La Femme au voile bleu ,. En 1952, il joue dans The Old West (en), Beware, My Lovely, Violence à Park Row et Ça pousse sur les arbres.
Il contribue à diverses séries télévisées, dont Gunsmoke, Bonanza, La Grande Caravane (Wagon Train), Perry Mason, Le Virginien and Le Fugitif. En 1961, il fait partie des protagonistes de la série télévisée Gunslinger (en), dans le rôle de Billy Urchin,.
Sa dernière prestation créditée est en 1972 dans Baraka à Beyrouth.
En 1989, il se rend à Chico (Californie) pour s'occuper de sa mère.
Il meurt en décembre 2005 d'une crise cardiaque à Chico, à 68 ans,.

## Filmographie
- 1951 : Les Aventures de Kit Carson (The Adventures of Kit Carson
- 1951 : La Femme au voile bleu (The Blue Vail)
- 1952 : The Old West (en)
- 1952 : Beware, My Lovely
- 1952 : Violence à Park Row (Park Row
- 1952 : Ça pousse sur les arbres (It Grows on Trees)
- 1956 : Carousel de Henry King : Enoch Snow Jr[1]
- 1957 : Les Naufragés de l'autocar (The Wayward Bus de Victor Vicas : Ed 'Pimples' Carson[2]
- 1957-1958 : Badge 714 (Dragnet), série télévisée, deux épisodes 7.13 The Big Prescription, 7.28 The Big War
- 1958 : The Lineup de Don Siegel
- 1959 : Take a Giant Step de Philip Leacock
- 1959 : Fais ta prière... Tom Dooley (The Legend of Tom Dooley) de Ted Post : Abel
- 1960 : La Rançon de la peur (The Plunderers) de Joseph Pevney : Davy
- 1960 : Au nom de la loi  : saison 3 épisode 13 (Les otages/ Three for one)) : Ben Jr.
- 1961 : Gunslinger (en) : Billy Urchin
- 1970 : De l'or pour les braves (Kelly's Heroes) de Brian G. Hutton : Jones
- 1971 : Captain Apache d'Alexander Singer : Al
- 1972 : Baraka à Beyrouth (Embassy) de Gordon Hessler : Stacey